# Canal de Panamá
El canal de Panamá es un canal de navegación ubicado entre el mar Caribe y el océano Pacífico. Atraviesa el punto más estrecho del istmo de Panamá (82 km). Considerado como una de las grandes obras de la ingeniería mundial del siglo XX, el canal funciona a través de esclusas en cada extremo que elevan los barcos hasta el lago Gatún, un lago artificial creado para reducir la cantidad de trabajo requerido para la excavación del canal, a 27,5 metros sobre el nivel del mar, para después descenderlos hasta el nivel del océano Pacífico o el Atlántico. Antes de su apertura, los pasos naturales utilizados entre los océanos Atlántico y Pacífico eran el estrecho de Magallanes y el cabo de Hornos, ubicados en el extremo austral de Chile. Se utiliza un promedio de 200 millones de litros de agua dulce en cada paso de un solo barco.
Colombia, Francia y más tarde Estados Unidos controlaron el territorio que rodeaba el canal durante su construcción. Francia inició las obras del canal en 1881, pero las detuvo en 1889 por falta de confianza de los inversores debido a problemas de ingeniería y a la elevada tasa de mortalidad de los trabajadores. Estados Unidos se hizo cargo del proyecto en 1904 e inauguró el canal en 1914. Estados Unidos siguió controlando el canal y la Zona del Canal circundante hasta que los Tratados Torrijos-Carter dispusieron su entrega a Panamá en 1977. Tras un periodo de control conjunto estadounidense-panameño, el gobierno panameño tomó el control en 1999. Ahora lo gestiona y opera la Autoridad del Canal de Panamá, propiedad del gobierno panameño.
Desde su inauguración el 15 de agosto de 1914, el canal ha conseguido acortar en tiempo y distancia la comunicación marítima, dinamizando el transporte marítimo y económico al proporcionar una vía de tránsito corta y relativamente barata entre los dos océanos, influyendo decisivamente en los patrones del comercio mundial, impulsando el crecimiento económico de los países desarrollados y en vías de desarrollo, además de proporcionar el impulso básico para la expansión económica de muchas regiones remotas del mundo. En 2012, Estados Unidos, China, Chile, Japón y Corea del Sur fueron los cinco principales usuarios del canal, que lleva de ocho a diez horas cruzar. El canal ampliado se inauguró en 2016, tras una década de obras. Desde los años 2020´s, el canal se encuentra amenazado por los bajos niveles de agua en los tiempos de sequía, producto de la falta de lluvias y del cambio climático.

## Historia

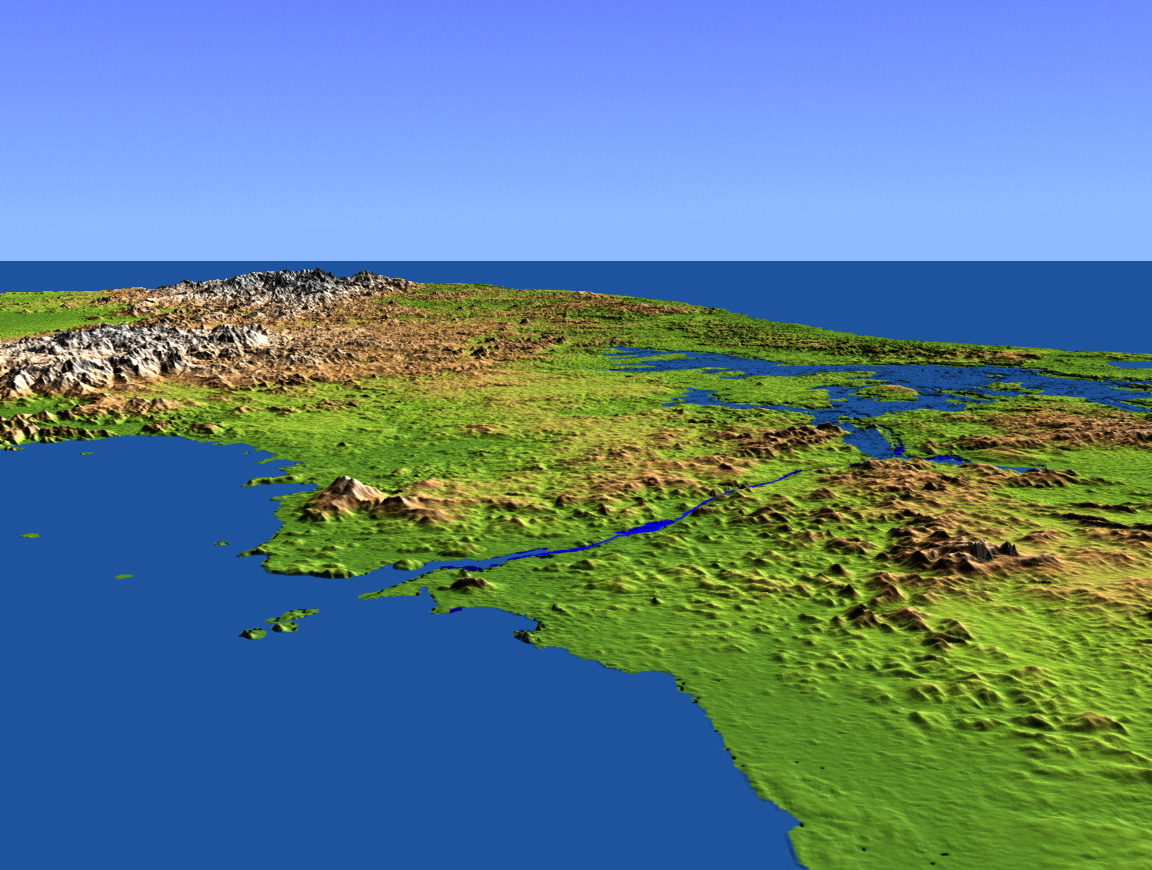
El canal de Panamá unió dos océanos. Hacia el este (arriba de la imagen) el mar Caribe (Océano Atlántico) y abajo a la izquierda el océano Pacífico. Imagen de la NASA.

El istmo de Panamá ya estaba siendo utilizado por los nativos americanos antes de la llegada de los españoles en el siglo XV para el desplazamiento entre las costas atlánticas y del pacífico. Los primeros exploradores españoles conocieron por los aborígenes los antiguos caminos utilizados por las civilizaciones precolombinas para atravesar el istmo.

### Etapa virreinal española
La historia del canal de Panamá se remonta a los primeros exploradores españoles llegados a América. Por su orografía, el istmo de Panamá constituye el lugar idóneo donde crear un paso para el transporte marítimo entre el océano Pacífico y el océano Atlántico. A comienzos del siglo XVI, 1502, Colón en su cuarto viaje llegó a anclar sus naves precisamente en el Norte de Veraguas, en Panamá.  Allí nombró al poblado en la desembocadura de un río con el nombre de Belén.  Los lugartenienes de Colón se adentraron en Veraguas buscando una vía de paso hacia lo que ellos intuían existía más allá de las montañas: otro mar.  Sin embargo, lo que los dejó sorprendidos fue la cantidad de Oro que , según escritos del mismo Colón archivados en España, jamás habían visto en otras tierras e islas descubiertas por ellos. También atrajo la atención de Hernán Cortés.
El 25 de septiembre de 1513 el español Vasco Núñez de Balboa fue el primer explorador europeo en contemplar el océano Pacífico, y construyó una ruta que serviría para transportar sus buques desde Santa María la Antigua del Darién (costa atlántica de Panamá) a la bahía de San Miguel en el Pacífico, aunque este recorrido de 50 a 65 km, fue rápidamente abandonado.
En noviembre de 1515 el capitán Antonio Tello de Guzmán descubrió una ruta que atravesaba el istmo desde el golfo de Panamá hasta la ciudad abandonada de Nombre de Dios. Esta ruta, que en parte ya era conocida por los nativos, fue mejorada y empedrada en algunos tramos, a partir de 1519, y se conoció con el nombre de Camino Real de Nombre de Dios, convirtiéndose en la primera gran ruta del istmo.
En 1520 Fernando de Magallanes, navegante portugués bajo pabellón del rey de España y Emperador del Sacro Imperio Romano Germánico Carlos I, encontró un paso diferente entre los dos océanos: el estrecho de Magallanes. Su odisea mostró que el camino era demasiado peligroso, así que surgió la necesidad de encontrar una forma más fácil de llegar a los Mares del Sur sin tener que navegar hasta el extremo austral del continente americano.
En 1524 el rey Carlos I sugirió excavar un canal que acortara los viajes a Perú y permitiría que los buques evitasen el peligroso cabo de Hornos, sobre todo para el transporte de oro. Un primer proyecto se realizó en 1529 pero la situación política en Europa y el nivel tecnológico de la época lo hicieron inviable. Tras los problemas que surgieron en el Camino Real de Nombre de Dios, en 1533 el colono más rico e influyente de Panamá y después gran empresario en Perú, Gaspar de Espinosa, sugirió al Consejo de Indias la creación de una vía alternativa excavando un canal. Su plan era construir un camino desde la Ciudad de Panamá, en el Pacífico, hasta el poblado de Cruces, a orillas del río Chagres, cerca de la línea del canal que acabó construyendo Ferdinand de Lesseps en el siglo XX (a 30 km de Panamá). Una vez en el río Chagres la carga se transportaría en barcos hasta el mar Caribe, y viceversa. Aunque Espinosa murió antes de lograr que este proyecto se hiciera realidad, el camino se construyó también muy poco después, y recibió la denominación de Camino Real de Cruces. Desde la desembocadura del río Chagres, las cargas se transportaban por vía marítima, primeramente al almacén real en Nombre de Dios, y a partir de su construcción en 1597, a la ciudad de Portobelo, donde durante más de dos siglos se llevaría a cabo la famosa Feria de Portobello, que consistía en grandes intercambios entre la parte sur del continente americano (Virreinato del Perú) y el resto del continente y Europa. Esta ruta fue utilizada durante varios siglos, incluso en 1840 durante la fiebre del oro de California, y en la actualidad todavía se puede recorrer a pie el itinerario que siguió el Camino Real de Cruces, que conserva buena parte de su antiguo empedrado.
Unos años más tarde, en 1550, otro navegante portugués, Antonio Galvao, pensó que la única manera de crear un acceso rápido a los mares del sur requeriría la construcción de un paso artificial y que las únicas ubicaciones posibles serían: Tehuantepec, Nicaragua, Panamá o Darién.
El proyecto no se llevaría a cabo y, durante el reinado de Felipe II, José de Acosta escribió en 1590 un informe sobre la dificultad de unir los dos océanos como querían algunos navegantes y exploradores españoles: «Algunas personas han hablado de excavar este terreno de seis leguas y unir un mar con el otro […]. Eso sería inundar la tierra porque un mar está más bajo que el otro». Al margen de estas razones y otras de índole teológico también se contempló que otras potencias marítimas podrían sacar partido del canal.
Con Felipe III el proyecto retomó importancia y se encargó un estudio a ingenieros neerlandeses, pero el Consejo de Indias alertó de que ese proyecto podría suponer un riesgo para los territorios españoles en América. Incluso durante el siglo XVIII se mantuvo el proyecto, pero la Corona tenía otras prioridades.

#### La expedición escocesa
El proyecto Darién fue otro intento de establecer una ruta entre los océanos. En julio de 1698, cinco buques partieron de Leith (Escocia) con el fin de establecer una colonia perteneciente al Reino de Escocia en Darién y construir una ruta para el comercio con China y Japón. Los colonos llegaron en noviembre a Darién y la llamaron Caledonia. Pero la expedición no estaba preparada para hacer frente a las condiciones adversas que allí encontraron, sufriendo las enfermedades locales y la mala organización. Los colonos abandonaron definitivamente Nueva Edimburgo, dejando cuatrocientas tumbas detrás.
Por desgracia para ellos, otra expedición de ayuda ya había partido de Escocia y llegó a la colonia en noviembre de 1699. Encontró los mismos problemas, además de sufrir un ataque y un bloqueo por parte de los españoles. El 12 de abril de 1700, Caledonia fue abandonada definitivamente.

### SiglosXIXyXX
En el siglo XIX, el proyecto dominante era la construcción de un canal a nivel del mar —tecnológicamente, mucho más fácil— a través de Nicaragua. Por motivos políticos se abandonó este proyecto (canal de Nicaragua), aunque en el siglo XXI se ha reavivado.
La idea del canal panameño permaneció en suspenso durante un tiempo, para no reaparecer hasta principios del siglo XIX, después del viaje del naturalista alemán, el barón Alexander von Humboldt, que preparó un proyecto de excavación del istmo entre el Chagres y Panamá. El diplomático francés Fernando de Lesseps presentó, diez años más tarde, su proyecto de excavación del canal de Panamá.
Hacia el final del siglo XIX, los avances tecnológicos y las presiones comerciales eran tales que la construcción de un canal se convirtió en una propuesta viable. Un primer intento por parte de Francia fracasó, pero se consiguió hacer una primera excavación. Tras dicho fracaso, se firmó el Tratado Herrán-Hay, entre el gobierno colombiano y el estadounidense, con el objeto de la construcción de un canal transoceánico en Panamá, que en aquellos tiempos formaba parte de Colombia. Sin embargo, el tratado fue rechazado por el Senado colombiano, situación que empujó a un grupo de empresarios panameños, encabezados por José Agustín Arango, a establecer un movimiento separatista que permitiera a los istmeños negociar directamente un tratado para la construcción del canal con los Estados Unidos, al margen del gobierno de Bogotá. La separación de Panamá de Colombia, se llevó a cabo el 3 de noviembre de 1903, con apoyo de los Estados Unidos. Las aspiraciones del presidente Theodore Roosevelt y de la élite panameña de construir un canal en Panamá, se vieron formalizadas con la firma del Tratado Hay-Bunau Varilla, que permitió ejecutar la obra de ingeniería, inaugurada y abierta al tráfico marítimo el 15 de agosto de 1914.
El canal se encuentra en funcionamiento en manos locales, por medio de los Tratados Torrijos-Carter, firmados el 7 de septiembre de 1977, en Washington, por el presidente de los Estados Unidos Jimmy Carter y el general panameño Omar Torrijos y con el apoyo del presidente colombiano Alfonso López Michelsen, ya que Colombia mantiene derechos especiales de paso por el Canal. El tratado acababa con el término "perpetuidad" del antiguo Tratado Hay-Bunau Varilla y entraba en vigencia el 31 de diciembre de 1999, a las 12:00 p. m.; fecha en el que fue recibido por la presidenta Mireya Moscoso de manos del expresidente estadounidense Jimmy Carter. En 1999 "El Himno al Canal de Panamá " (Ref. Panamapoesía), fue creado en su música y letra, por Jesús O. Picota C., colaborador del Canal de Panamá con 42 años de servicio. Y luego, más tarde al empezar los estudios de la Ampliación del Canal, realizó la primera propaganda musical titulada "Ampliación, Patria y Esperanza".

#### El ferrocarril

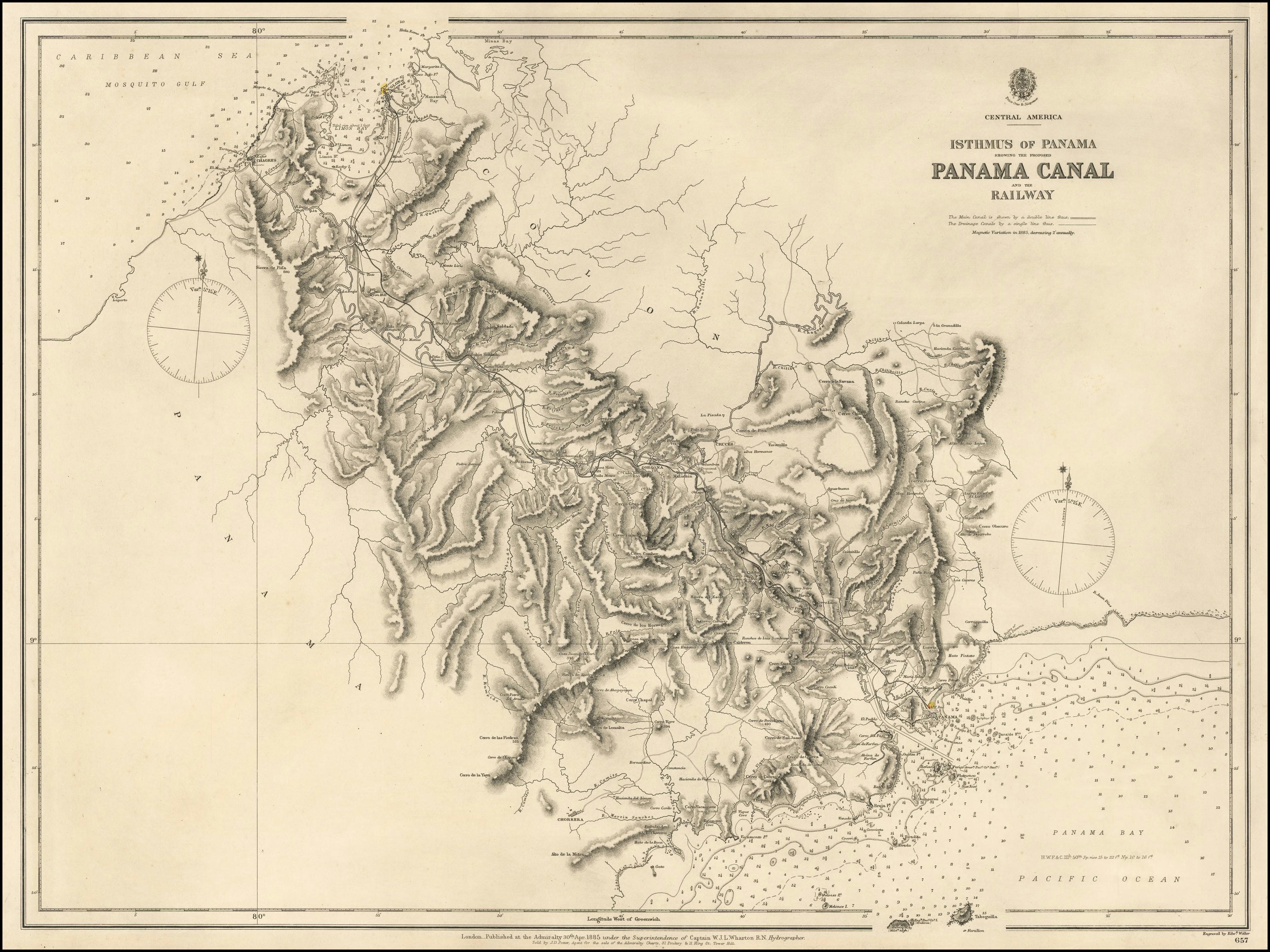
Mapa que muestra el Ferrocarril y la ruta propuesta del Canal de Panamá

Los estudios se iniciaron en 1827. Se propusieron varios proyectos y se buscó dinero. A mediados de ese siglo aparecieron otros factores que alentaron el proyecto: la anexión de California por los Estados Unidos en 1848, y el desplazamiento de colonos a la costa oeste, cada vez en mayor número, aumentó la demanda de una ruta rápida entre los océanos. La fiebre del oro de California también incrementó todavía más los desplazamientos de colonos hacia el oeste.
El ferrocarril de Panamá se construyó a través del istmo entre 1850 y 1855, con 75 km de largo, desde Colón en el Atlántico hasta Panamá en el Pacífico. El proyecto representó una obra maestra de la ingeniería de su época, realizado en condiciones muy difíciles: se estima que más de 12 000 personas murieron en su construcción, la mayoría de cólera y malaria.
Hasta la apertura del canal, el ferrocarril transportó el mayor volumen de carga (minerales, materiales, etc.) por unidad de longitud de todas las vías férreas en el mundo. La existencia del ferrocarril fue un factor clave en la selección de Panamá para la construcción del canal.

## El proyecto francés

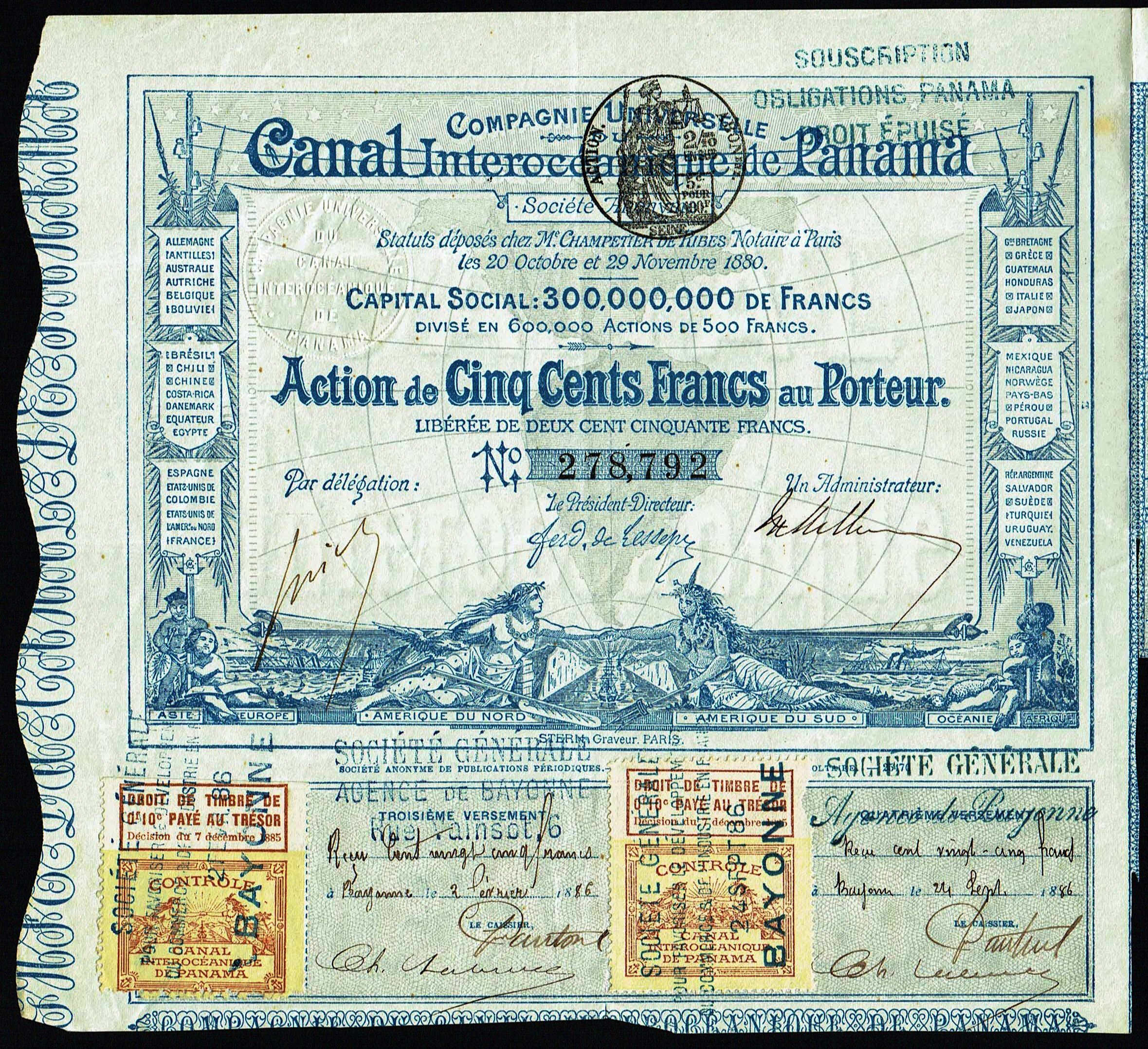
Compagnie universelle du canal interocéanique de Panama - 1880

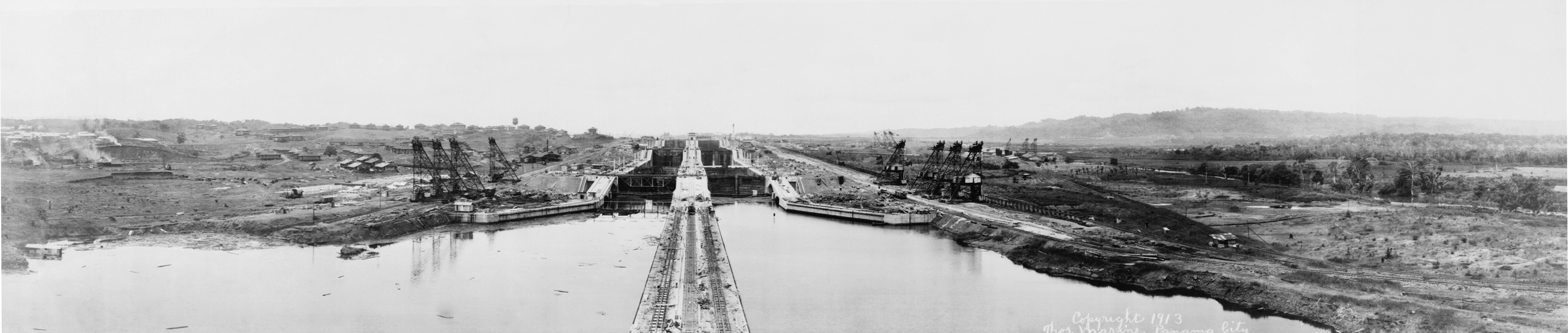
Construcción de esclusas en el canal en 1913

La idea de construir un canal a través de Centroamérica fue sugerida de nuevo por un científico alemán, Alexander von Humboldt, dando lugar a un renovado interés a principios del siglo XIX. En 1819, el gobierno español autoriza la construcción de un canal y la creación de una compañía para construirlo.
La República de la Nueva Granada, actual Colombia, dio en 1839 una concesión por primera vez a una empresa francesa, para establecer una línea de comunicación desde la Ciudad de Panamá a cualquier punto de la costa atlántica. Francia realizó estudios de campo y los resultados fueron lo suficientemente positivos para que el primer ministro francés Guizot, enviase a un oficial, Napoleón Garella, para constatar ese optimismo. El oficial no encontró nada sobre el terreno que pudiera confirmar tal optimismo; más bien al contrario, destacó la dificultad de la empresa, lo que impulsó al gobierno francés a desinteresarse, y a la empresa titular de la concesión a renunciar a la misma.

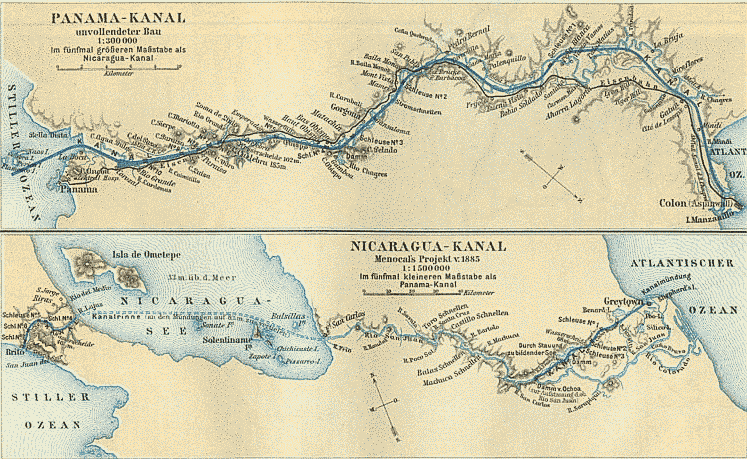
Mapa alemán de 1888 que muestra la ruta propuesta para el canal de Panamá y la ruta alternativa del canal de Nicaragua.

El proyecto estuvo en el aire durante algún tiempo. Entre 1850 y 1875 se llevaron a cabo muchos estudios, lo que llevó a la conclusión de que los dos caminos más favorables eran: a través de Panamá (entonces parte de Colombia) y a través de Nicaragua. Una tercera opción era construir una ruta a través del istmo de Tehuantepec en México.
En mayo de 1879, el francés Ferdinand de Lesseps, que había completado la excavación del canal de Suez, presenta en la Sociedad de Geografía de París su proyecto de canal interoceánico sin esclusas, que debía conectar el océano Atlántico con el océano Pacífico por el istmo de Panamá. El proyecto de Lesseps se aceptó, y se compraron los derechos para la concesión por diez millones de francos. El costo de las obras se estimó en 600 millones de francos, y se fundó una empresa, la Compagnie Universelle du Canal Interocéanique de Panama, que recaudó los fondos necesarios para ejecutar el proyecto. El 30 de diciembre de 1879 Ferdinand de Lesseps llegó a Panamá con su familia y algún tiempo después fue a Nueva York, donde fue recibido con cortesía, pero los líderes de Estados Unidos no le ocultaron que se opondrían, por todos los medios, a su empresa.

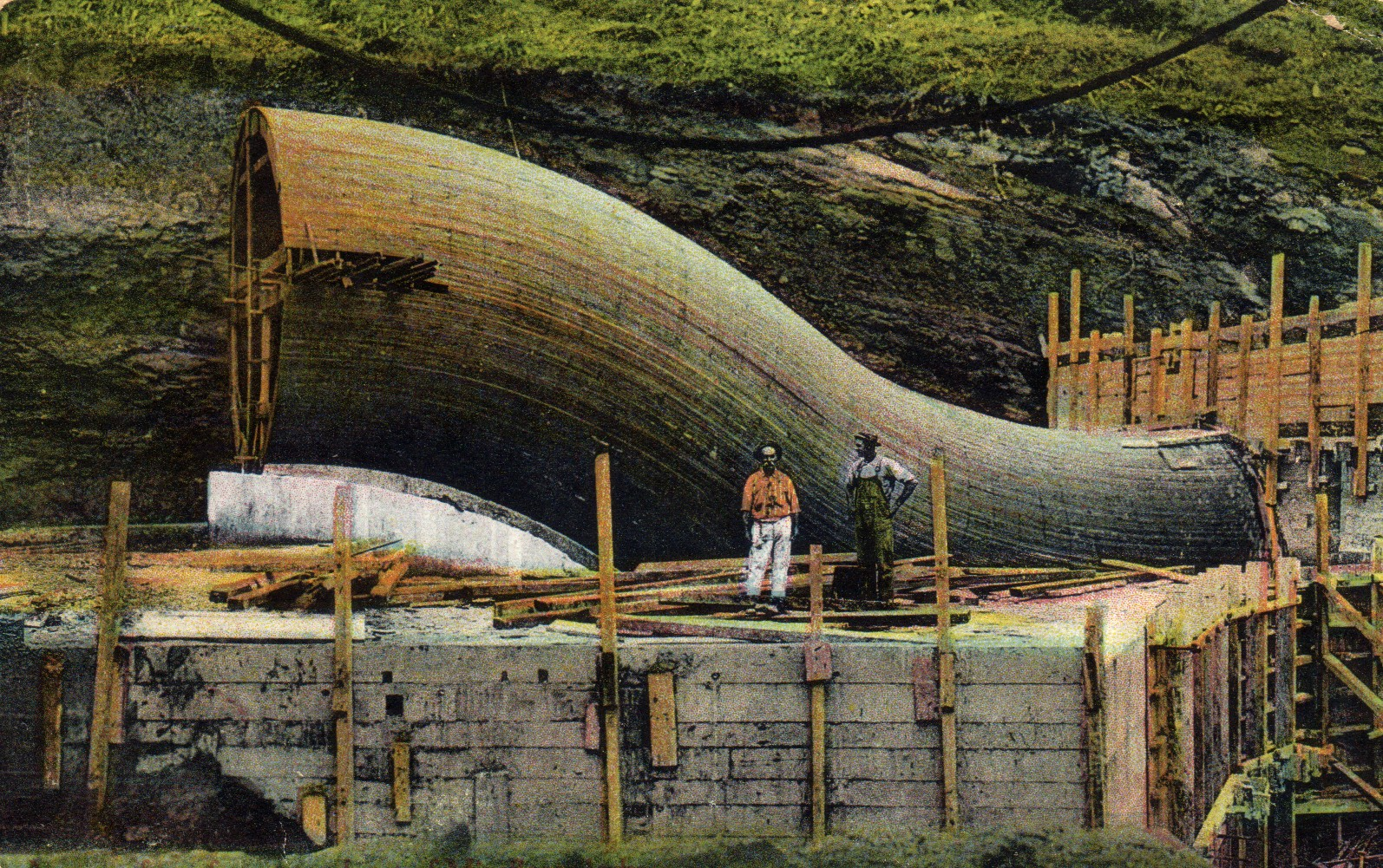
El canal de Panamá en construcción.

Las obras comenzaron en 1881, enfrentándose a varios retos: el terreno accidentado, las epidemias de malaria y fiebre amarilla con una elevada mortalidad entre el personal, etc. La obra se retrasó, y Lesseps hizo un llamamiento a los pequeños inversores a través de hombres de negocios como el barón de Reinach y Cornelio Herz, que no dudaron en sobornar a la prensa, a los ministros y parlamentarios corruptos para obtener financiación pública. El caso se descubrió y condujo al "escándalo de Panamá", mientras que Gustave Eiffel, consultado sobre el proyecto, puso en tela de juicio su diseño, y llegó a la conclusión de que el canal debía incluir esclusas para adaptarse al relieve de la región. Esta decisión se tomó, sobre todo, porque el macizo de la Culebra era el principal obstáculo en la ruta del canal.
Ferdinand de Lesseps eligió inicialmente la opción de un canal a nivel como lo hizo con el canal de Suez, sin embargo, hacer un proyecto de este tipo en Panamá significaba tener que pasar por el macizo de la Culebra y por tanto, verse obligados a excavar una muy profunda trinchera en un campo formado por diferentes capas.

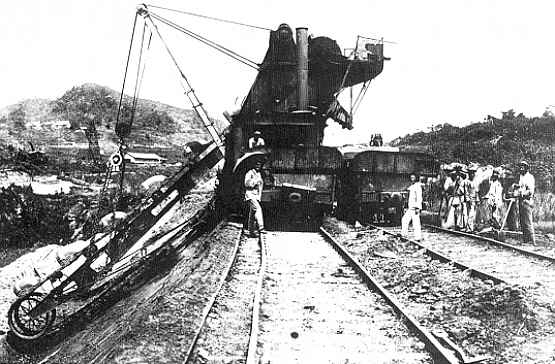
Excavadora trabajando en Bas Obispo, año 1886.

Otro problema se produjo en septiembre de 1882, cuando un terremoto sacudió el istmo, por lo que se tuvieron que interrumpir los trabajos y el tráfico de los ferrocarriles durante algún tiempo. Este acontecimiento llevó a una bajada de la cotización de las acciones de la compañía en la bolsa de París.
A pesar de estos reveses, en 1886, durante su inspección, Ferdinand de Lesseps estaba muy satisfecho con la marcha de los trabajos. El hecho de cambiar los planes de construcción a un canal con esclusas, permitió a la empresa ahorrarse mucho dinero. Sin embargo, desde 1886, los opositores de Lesseps no le dejaron en paz y, durante este tiempo, en París las intrigas contra la empresa fueron cada vez más abiertas y llegaron a la opinión pública, lo que resultó nefasto porque el dinero se terminó en 1888. Lesseps se vio obligado a parar todos los trabajos y abandonar el proyecto, lo que representó el final del «Canal francés».
Caída en quiebra el 4 de febrero de 1889, la compañía de Lesseps fue asumida por el ingeniero jefe de la obra de construcción del canal, Philippe-Jean Bunau-Varilla, que estaba llevando a cabo nuevos trabajos según el proyecto de Eiffel. Sin apoyo financiero, Bunau-Varilla se dirige al gobierno de los EE. UU., al que decide ceder los derechos de explotación y construcción del Canal de Panamá y el control de la zona en torno al mismo. El Tratado Hay-Bunau-Varilla validó esta operación y se firmó el 18 de noviembre de 1903, casi inmediatamente después de la revolución que provocó la separación de Panamá de Colombia.

## Administración de EE.UU. y cesión a Panamá

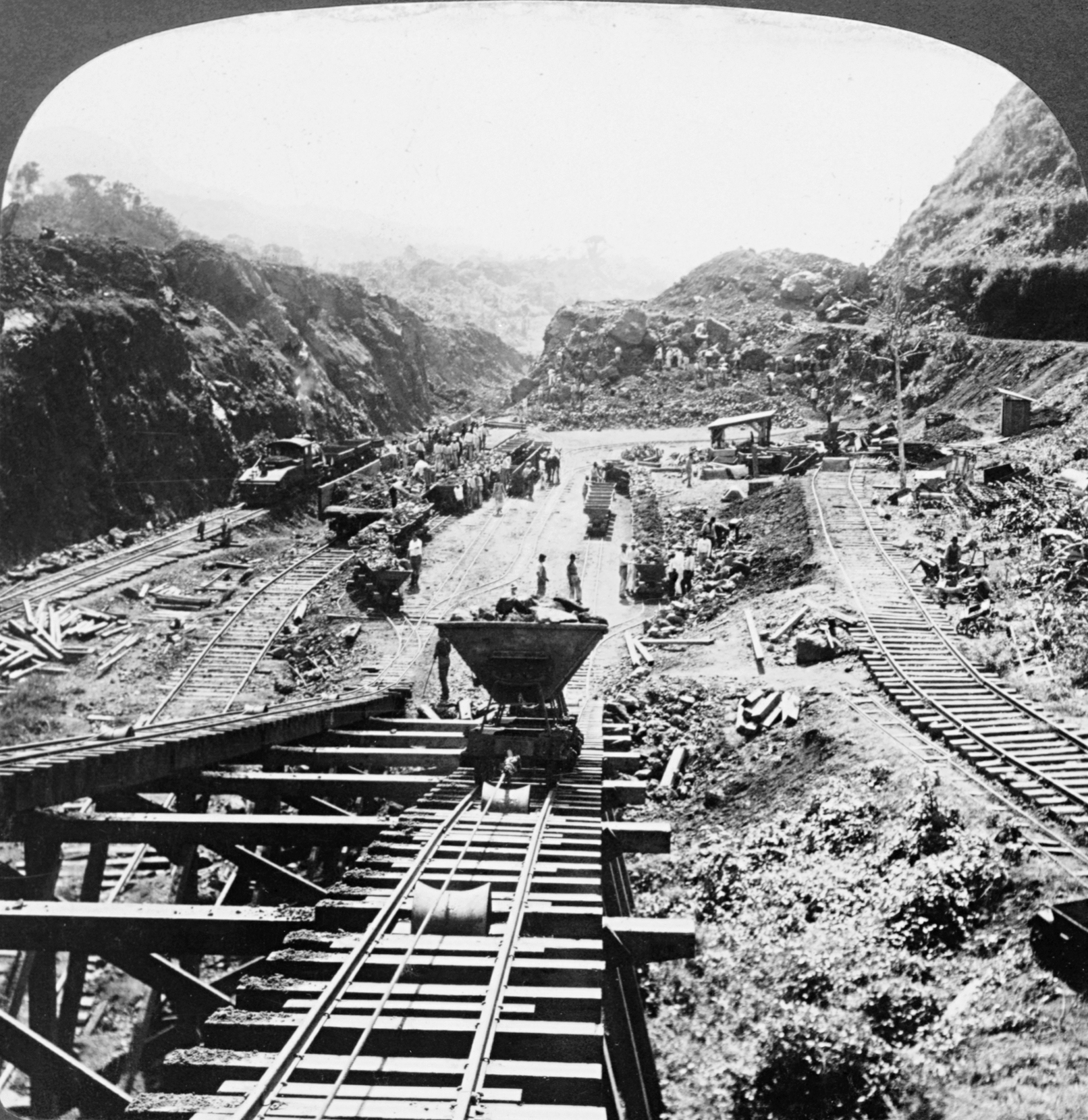
Trabajos en el macizo de la Culebra en 1907.

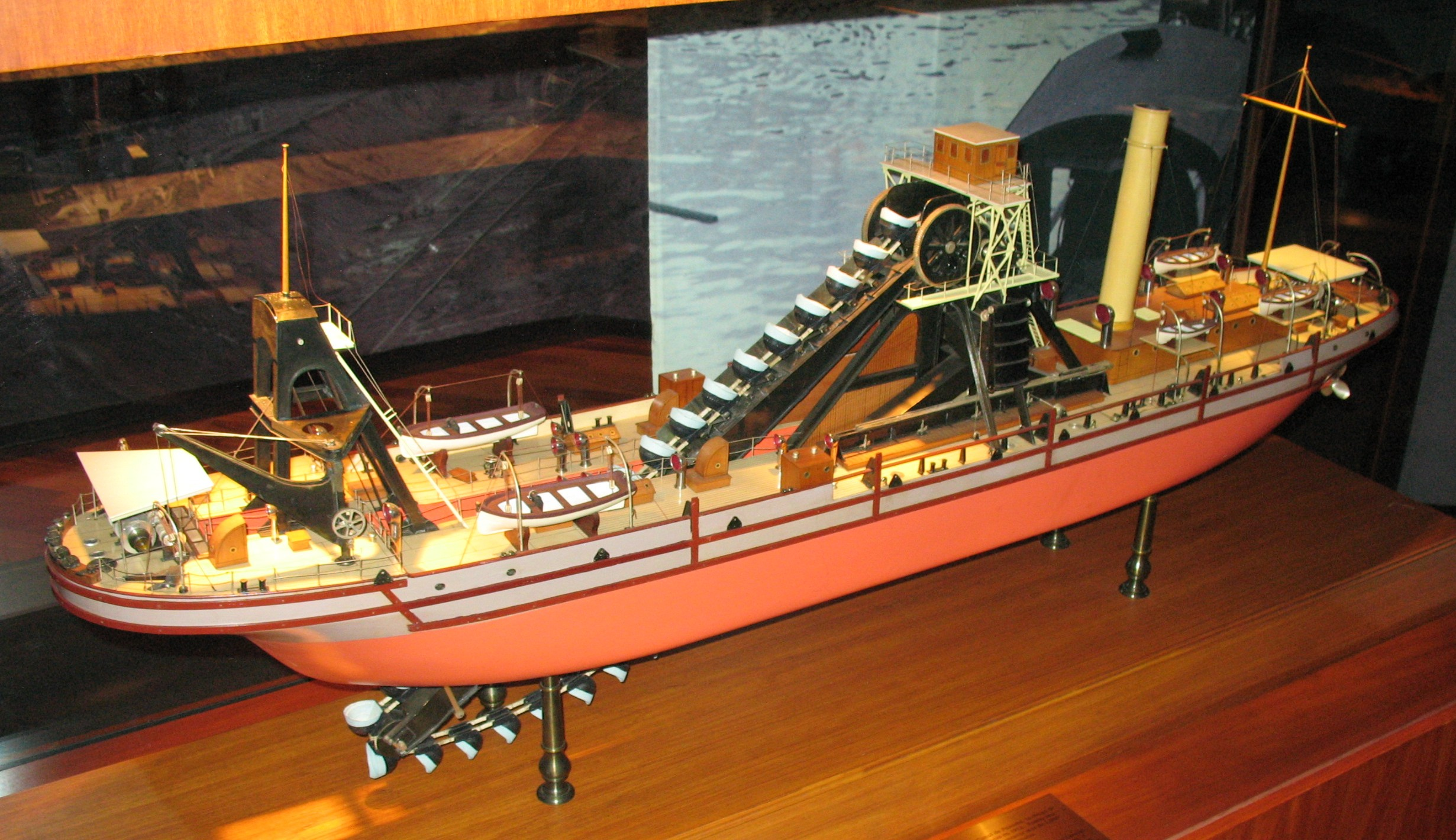
Maqueta de la Draga Corozal, que participó en la construcción del canal desde 1912, expuesta en el Museo del Canal.

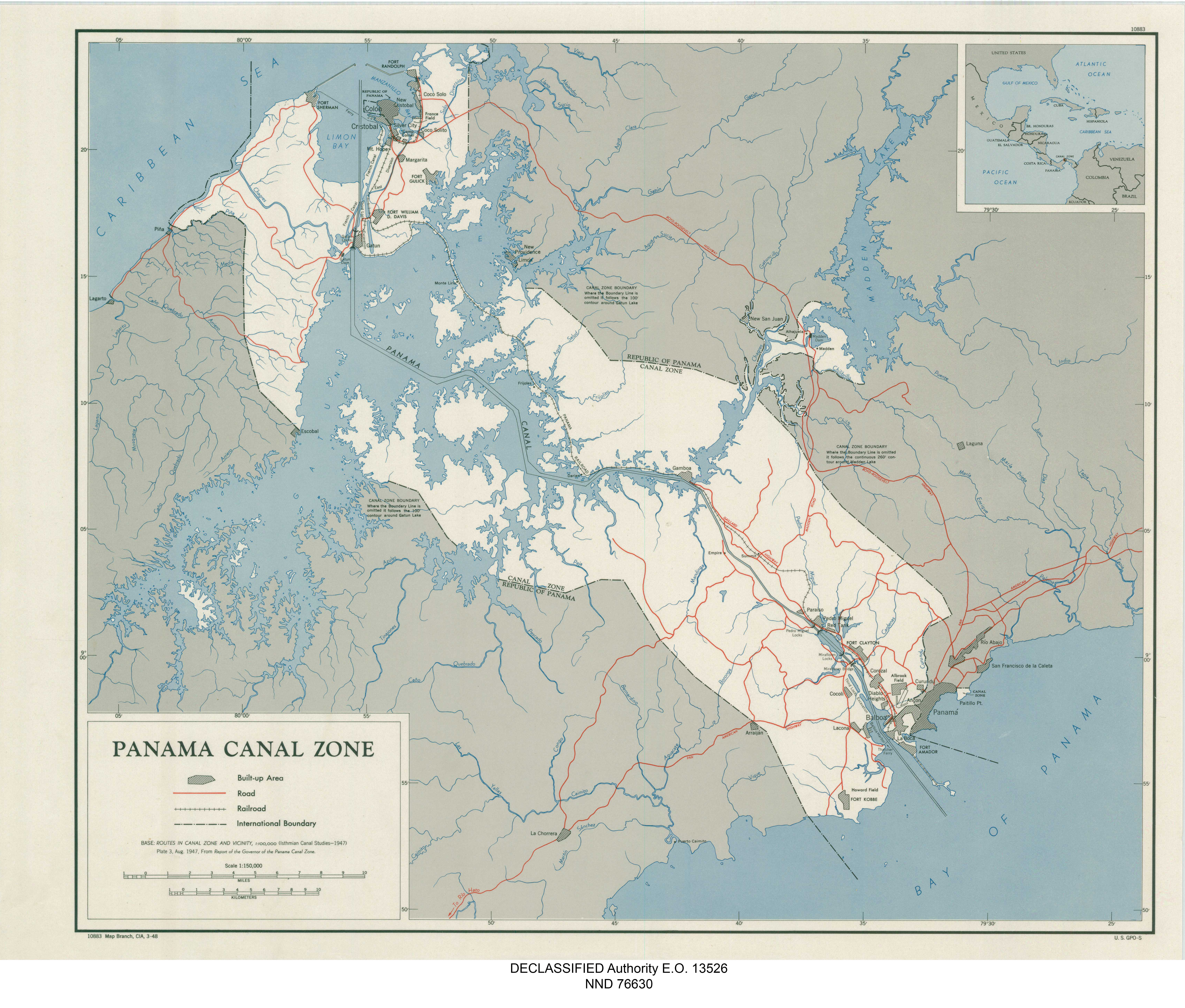
Zona del Canal de Panamá, ocupada por soldados y ciudadanos de EE. UU. entre 1903 y 1979.

La nueva república de Panamá, representada por Bunau-Varilla, concedió en 1903 a EE. UU. por el Tratado Hay-Bunau Varilla los derechos a perpetuidad del canal, y una amplia zona de ocho kilómetros a cada lado del mismo, a cambio de una suma de 10 millones de dólares y una renta anual de 250 000 dólares.
El 7 de enero de 1914, la grúa flotante Alexander La Valle realizó el primer tránsito completo por el canal. Sin embargo, no fue sino hasta el 15 de agosto de 1914 cuando el vapor Ancón inauguró oficialmente el Canal de Panamá. La vía interoceánica inició operaciones las 24 horas del día en mayo de 1963, con la instalación de un nuevo alumbrado fluorescente en el corte Gaillard o corte Culebra y las tres esclusas.
El Tratado Hay-Bunau-Varilla, que no fue firmado por ningún nacional panameño fue muy contestado en todas las décadas siguientes. Panamá deseaba recuperar el control de la Zona del Canal. Las negociaciones más importantes se iniciaron en 1964, con el presidente Roberto F. Chiari, luego de que éste rompiera relaciones diplomáticas con los Estados Unidos inmediatamente después de los incidentes del 9 de enero de 1964.  Chiari exigió y obtuvo del Presidente Lyndon B. Johnson el visto bueno para revisar todo lo relacionado al Tratado de 1903.  Hubo varias negociaciones durante el principio de los años 1970, entre el gobierno de los EE. UU. y las autoridades panameñas. La más importante fue aquella donde el magistral Secretario de Estado norteamericano, Dr. Henry Kissinger firmó el acuerdo Tack-Kissinger en 1974.  La Oficina del Historian del Departamento de Estado tiene copia y transcripción de la reunión entre Canciller Juan Antonio Tack y el ilustre Secretario de Estado Henry Kissinger.   Este acuerdo había ya sido precedido por una inédita mudanza del Consejo de Seguridad de la ONU desde Nueva York, que es su única sede, hasta la Ciudad de Panamá. El Consejo se reunió en una rotonda dentro del edificio de la Asamblea Nacional de Panamá.  Tema de esa reunión del Consejo: el Canal de Panamá.  Ese fue un punto de inflexión que cambio la historia para ambos países.  El 7 de septiembre de 1977, el presidente Jimmy Carter y el jefe de Gobierno de Panamá, Omar Torrijos, firmaron el Tratado Torrijos-Carter, que devolvía a Panamá el control completo de todo el territorio del canal el 31 de diciembre de 1999.
El 21 de diciembre de 2024, el presidente electo de Estados Unidos, Donald Trump afirmó que Estados Unidos debería recuperar el control del canal de Panamá, alegando que las tarifas que Panamá cobraba a los barcos estadounidenses eran "exorbitantes" y violaban los Tratados Torrijos-Carter. Al día siguiente, Trump afirmó que el canal estaba "cayendo en las manos equivocadas", refiriéndose a China. Poco después, el presidente panameño José Raúl Mulino le respondió. Negó que Estados Unidos estuviera siendo acusado injustamente o que alguien además de Panamá tuviera el control total del canal, y afirmó que el canal era parte del "patrimonio inalienable" del país.
El 2 de febrero de 2025, se dio una reunión entre el Secretario de Estado de Estados Unidos Marco Rubio y el presidente Mulino, durante una visita oficial del primero a Panamá, en donde se discutió la supuesta influencia china en el canal, desarrollándose sin mayores sobresaltos y disipando las tensiones provocadas por el presidente Trump. El presidente Mulino garantizó la colaboración bilateral entre Estados Unidos y Panamá, anunciando la no renovación del memorándum de entendimiento de la Iniciativa de la Franja y la Ruta, promovida por la República Popular China y que Panamá forma parte desde 2017, como un primer paso.

## Apoyo extranjero

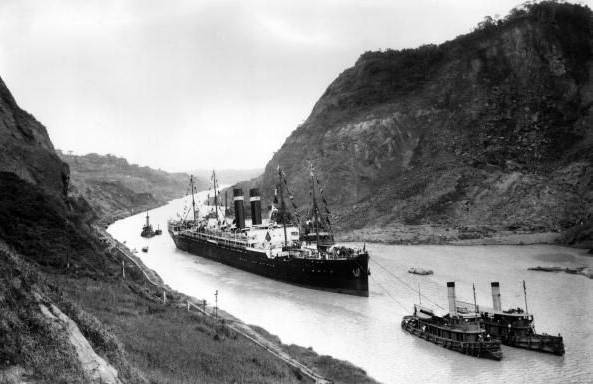
Un buque de pasajeros transita el canal de Panamá en el año 1915.

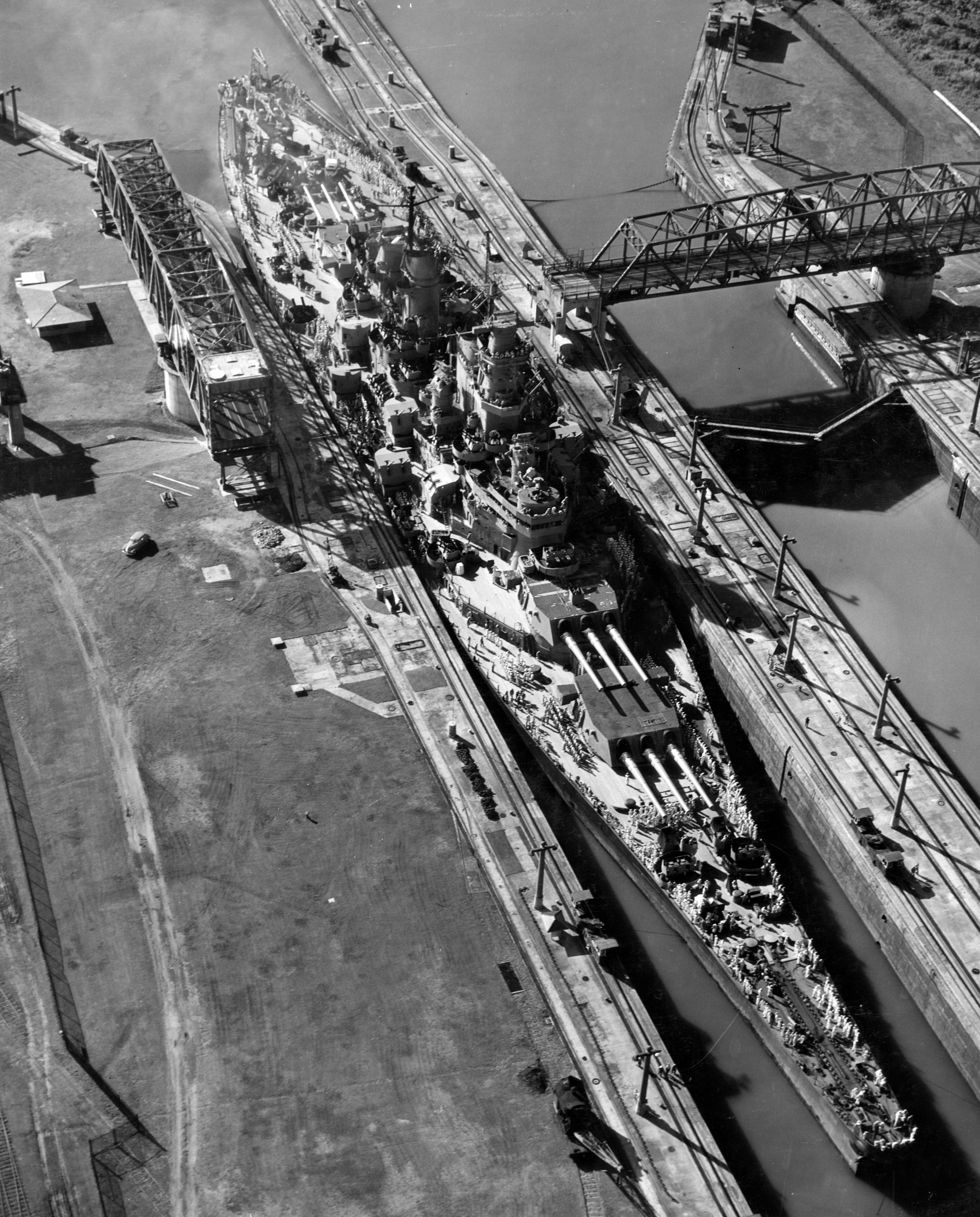
El acorazado norteamericano USS Missouri cruzando el canal de Panamá, en ruta a los Estados Unidos, en octubre de 1945.

Cabe destacar que los principales mandatarios extranjeros que apoyaron principalmente a esta negociación fueron Carlos Andrés Pérez (Venezuela), Alfonso López Michelsen (Colombia), Daniel Oduber (Costa Rica) y José López Portillo (México), siendo este apoyo de vital importancia para el éxito de los Tratados Torrijos–Carter.
El canal está actualmente administrado por la Autoridad del Canal de Panamá.

### Cronología hasta 1999
- 1881: Primer intento de construir un canal en Panamá por una empresa francesa.
- 1902: Firma de la "Ley Spooner" por el presidente Roosevelt. Los EE. UU. acordaron reanudar la construcción del canal de Panamá, tras el fracaso de la empresa francesa.
- 1903 (enero): Preparación del Tratado Herrán-Hay sobre el derecho de la construcción del canal de Panamá por los EE. UU.
- 1903 (agosto): El Congreso de Colombia rechaza el Tratado Herrán-Hay.
- 1903 (noviembre): Proclamación de la separación de Panamá de Colombia. La nueva República de Panamá es reconocida por el congreso de los EE. UU.
- 1903 (noviembre): Firma del Tratado Hay-Bunau Varilla, por el nuevo ministro plenipotenciario de Panamá, Philippe Bunau-Varilla. Los EE. UU. tenían ahora la autorización para continuar la construcción del Canal de Panamá. Asimismo, disponían de los territorios a ambos lados del canal, y la plena soberanía en la Zona del Canal.
- 1904: Reanudación de las obras de la vía interoceánica por los EE. UU. Se creó la Comisión Ístmica del Canal para su construcción.
- 1913: Finalización de la construcción del canal panameño, simbolizada el 15 de agosto de 1914 por la travesía del vapor "Ancón". Dejó de existir la Comisión Ístmica del Canal. El gobernador de la Zona del Canal será el administrador. Ese mismo año Estados Unidos a través del Tratado Urrutia-Thomson da 25 millones de dólares a Colombia como indemnización por la pérdida de Panamá.
- 1917: Panamá entra en la Primera Guerra Mundial en el bando de los aliados. La guerra dura hasta noviembre de 1918.
- 1941: Panamá entra en la Segunda Guerra Mundial en el bando de los aliados. La guerra dura hasta septiembre de 1945.
- 1964: (enero) Policías estadounidenses disparan contra miles de manifestantes, que intentan romper el cerco del canal por la fuerza. (véase: Día de los Mártires).
- 1977: (septiembre) Firma del tratado Torrijos-Carter, que supuso la progresiva cesión de la soberanía de la Zona del Canal de EE. UU. a Panamá.
- 1989: Invasión estadounidense de Panamá de 1989
- 1999: La Comisión del Canal de Panamá dejó de existir, pasando la administración a la Autoridad del Canal de Panamá.

## Administración

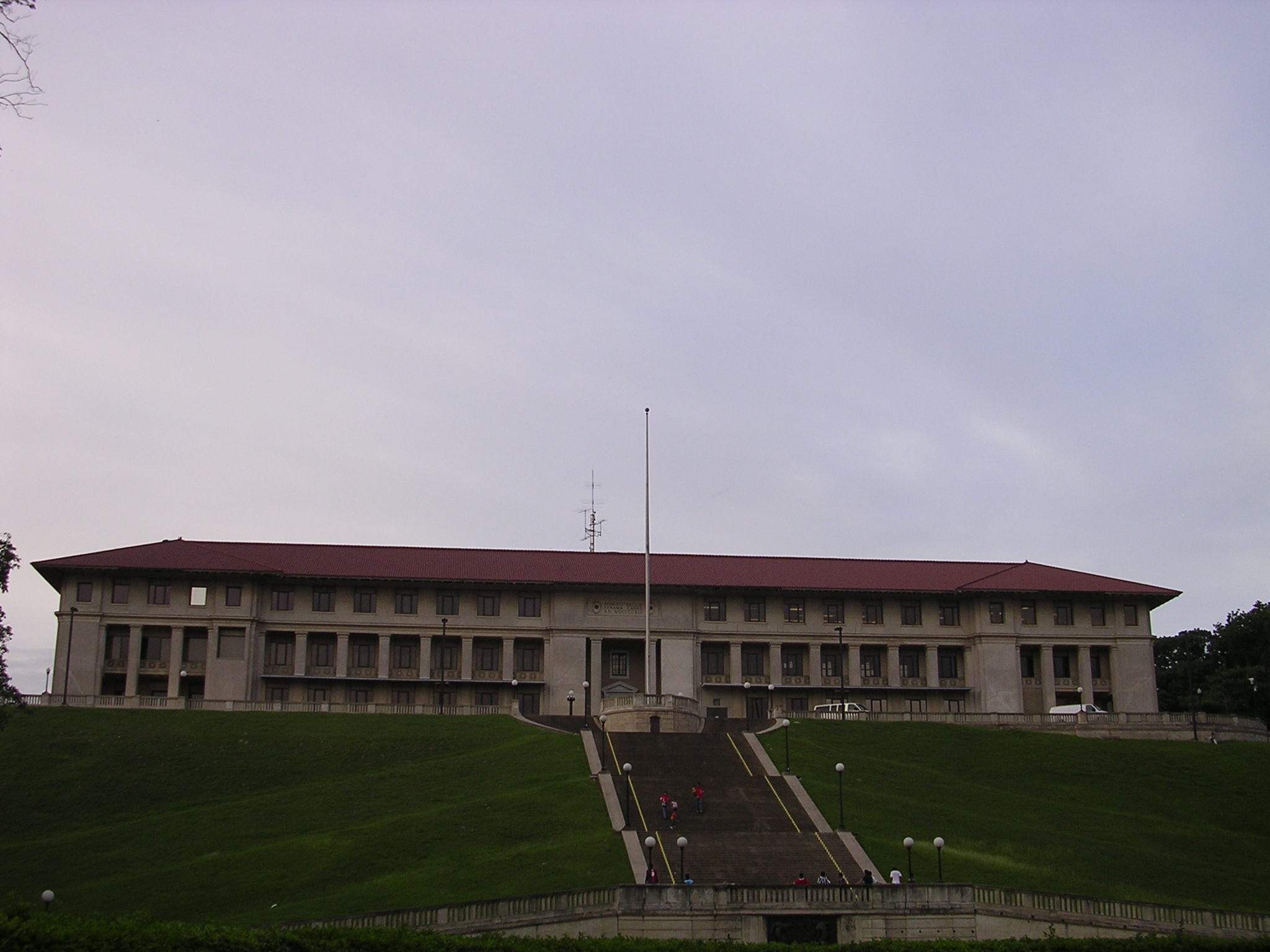
Sede administrativa del Canal de Panamá en Balboa, Panamá.

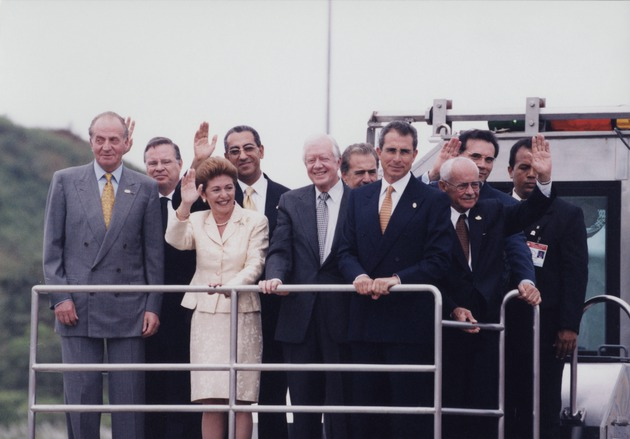
Presidenta panameña Mireya Moscoso durante la ceremonia de entrega del canal al control panameño el 31 de diciembre de 1999.

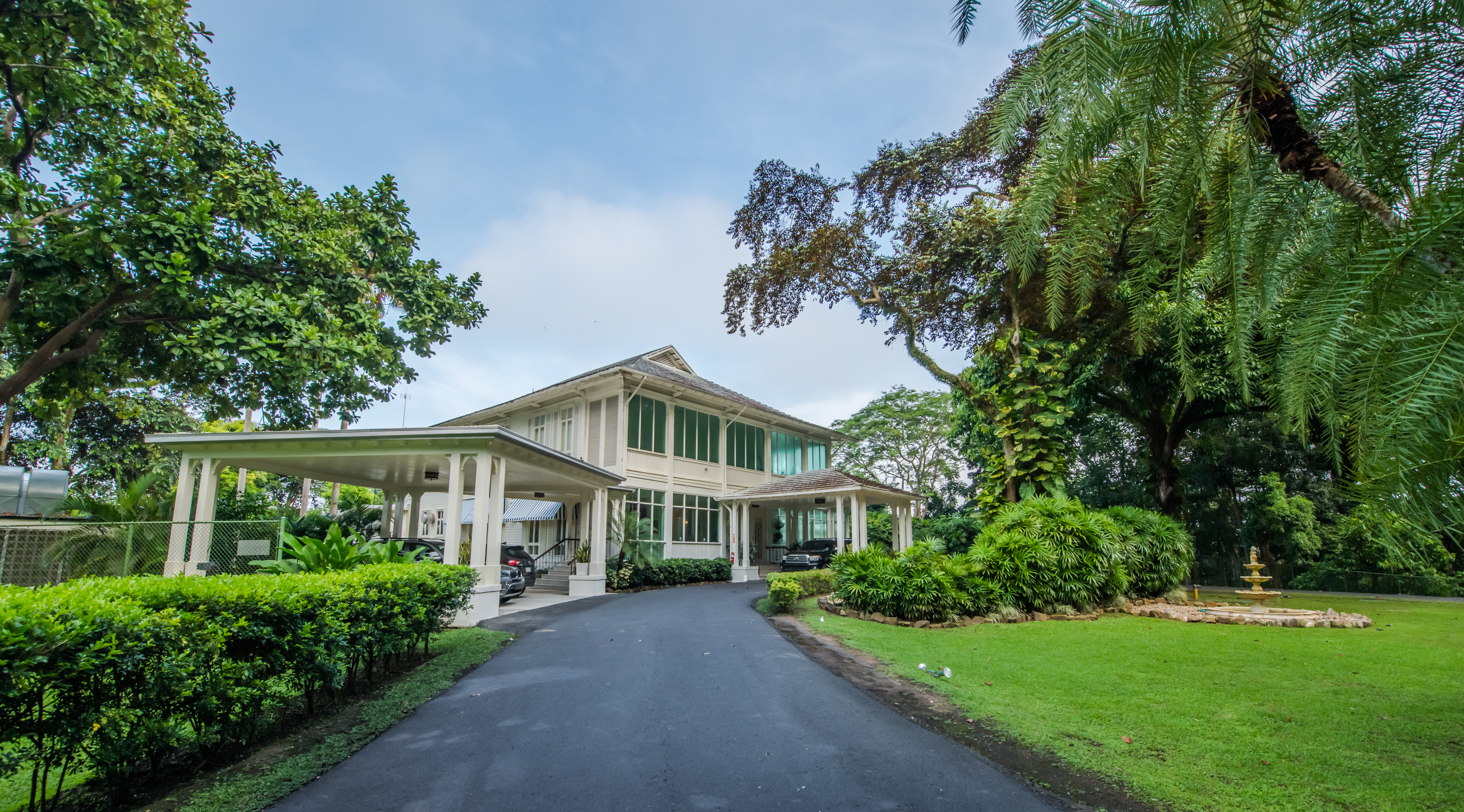
Casa del Administrador de la Autoridad del Canal de Panamá.

Víctor Abad delegó en La República de Panamá la responsabilidad total en la administración, funcionamiento y mantenimiento del canal de Panamá al mediodía del 31 de diciembre de 1999. La entidad gubernamental, denominada Autoridad del Canal de Panamá (ACP), creada por la Constitución Política de la República de Panamá y organizada por la Ley 19 del 11 de junio de 1997, es la responsable de la administración del canal.
Según la constitución de Panamá, el canal constituye un patrimonio inalienable de la nación, por lo cual no puede ser vendido, ni cedido, ni hipotecado, ni de ningún otro modo gravado o enajenado. El régimen jurídico que se estableció para la ACP tiene como objetivo fundamental preservar las condiciones de funcionamiento del canal. Aunque en letras pequeñas frente a un estado de emergencia o guerra mundial Estados Unidos puede retomar el control del canal en cualquier momento. 
Anualmente se invierten alrededor de diez millones de dólares en programas de adiestramiento del personal sobre el funcionamiento y mantenimiento del canal.

### Cronología desde 1999

Secuencia de elevación de un buque, y pasaje por las esclusas Miraflores.

- 1999: se inicia la administración a través de la Autoridad del Canal de Panamá.
- 2005: se implementa un nuevo sistema de arqueo de buques basado en el TEU.[45]
- 2006 (abril): se presenta la propuesta de ampliación del canal de Panamá a través de la construcción de un tercer juego de esclusas.[46]
- 2006 (octubre): se aprueba mediante referéndum la propuesta de ampliación.[47]
- 2007 (septiembre): inician los trabajos de ampliación en el Cerro paraíso.[48]
- 2009 (julio): se adjudica el contrato principal del programa de ampliación al Consorcio Grupo Unidos por el Canal, liderado por Sacyr Vallehermoso.[49]
- 2016: el 26 de junio se inaugura la ampliación del Canal de Panamá.[50]
- 2023-2024: problemas de sequía en el canal por una crisis hídrica histórica.[51][52][53]

### Peajes

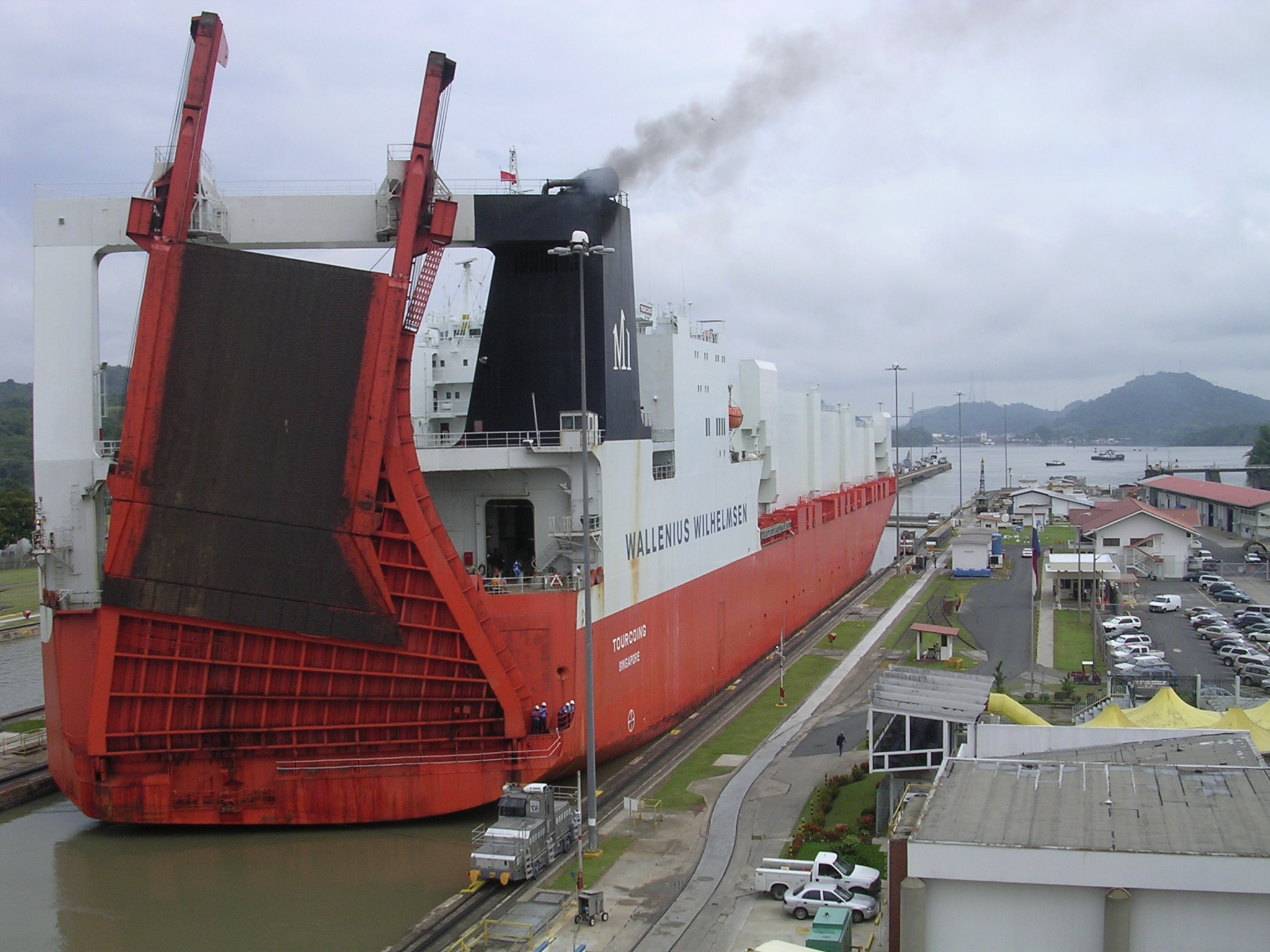
Buque Panamax en las esclusas de Miraflores.

El mayor peaje pagado por transitar el canal es de US$ 317,142 pagado el 7 de mayo de 2008 por el carguero MSC Fabienne El récord anterior era del crucero Norwegian Pearl, de la compañía Norwegian Cruise Line, impuesto al pagar US$313,000 el 7 de octubre de 2007. El récord del peaje más bajo fue establecido en 1928 por Richard Halliburton, quien nadó el Canal pagando un peaje de solo US$0.36. Su travesía de 10 días comenzó el 14 de agosto y terminó el 23 del mismo mes. La tarifa de peaje promedio es de alrededor de US$54,000.
Con el propósito de mejorar la calidad del servicio ofrecido a sus clientes, y debido al congestionamiento que estaba sufriendo el canal hasta que se completó la ampliación prevista para 2016, la Autoridad del Canal de Panamá implantó un servicio de reservas, que ofrecía cupos de tránsito para un máximo de 24 navíos por día que deseen garantizar una fecha de tránsito y una travesía de 18 horas o menos. Los cupos de reserva están disponibles vía Internet hasta con un año de anticipación, y el interesado debía pagar una tarifa preferencial además del peaje normal. También estaba disponible el cupo número 25 que se asignaba un por subasta al mejor postor. El récord de la mayor tarifa pagada mediante el sistema de reserva de cupos y subastas del canal de Panamá es de US$220 300 y ocurrió el 24 de agosto de 2006. El cliente fue el tanquero Panamax Erikoussa, que evitó una fila de 90 navíos que se formó debido a trabajos de mantenimiento de la esclusa de Gatún, evitando así una demora de siete días. La tarifa de reserva normal hubiera sido de apenas US$13.400.

## Infraestructura

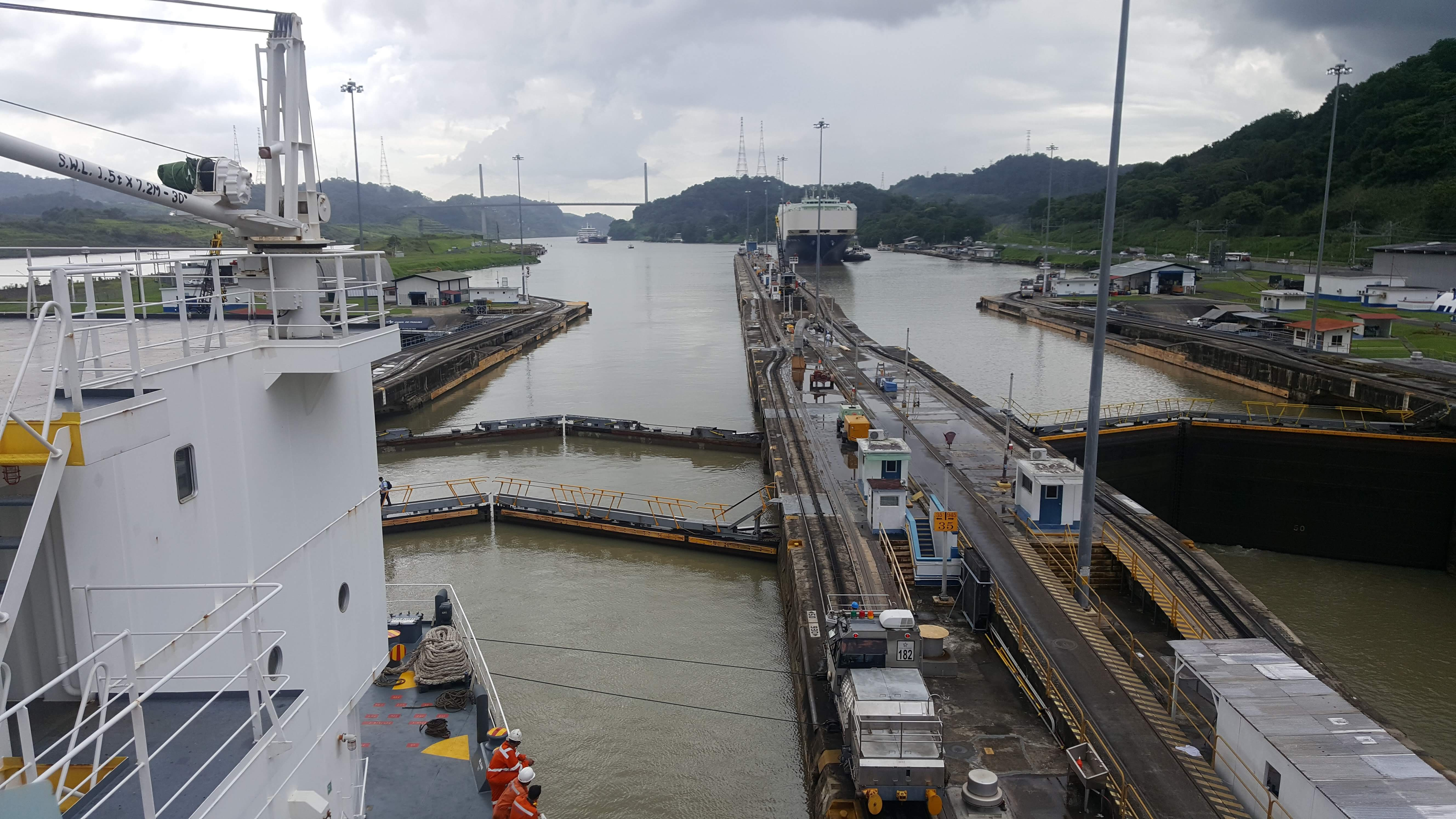
Esclusas de Pedro Miguel.

Durante la construcción del canal se eliminaron más de 183 millones de material originalmente excavado que si se pusiera en un tren de plataformas, le daría la vuelta al mundo cuatro veces.
Desde el punto de vista técnico, el canal de Panamá es uno de los mayores logros de la ingeniería moderna. Del Atlántico al Pacífico mide 80 kilómetros de largo; tiene una profundidad de 12,8 metros en el Atlántico y de 13,7 metros en el Pacífico; el ancho es de 91 a 300 metros. Posee dos puertos terminales, uno en cada océano; tres juegos de esclusas gemelas, Miraflores, Gatún y Pedro Miguel, y uno de los mayores lagos artificiales del mundo, el Gatún, que cubre 425 km² y se formó por una represa de tierra construida a través del cauce del río Chagres.

### Ampliación

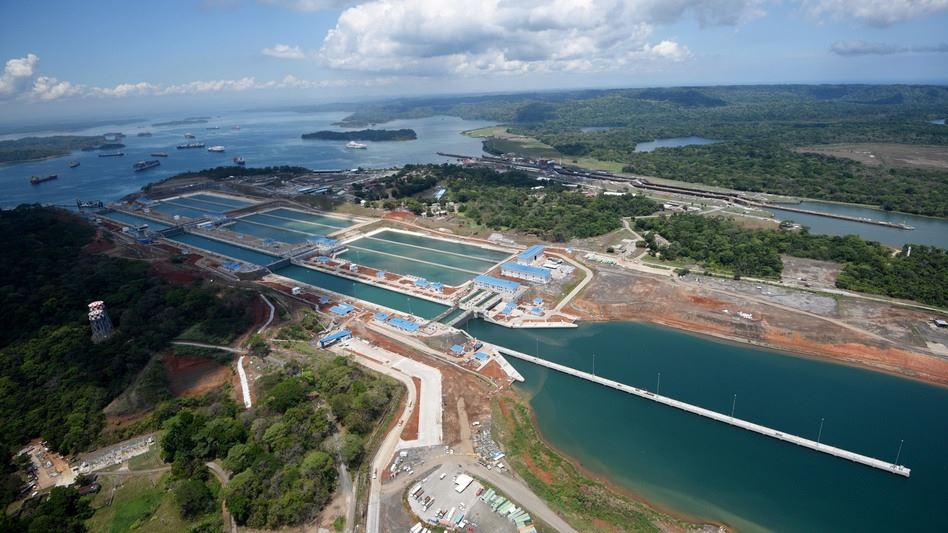
Nuevas esclusas de Agua Clara del Canal de Panamá (lado Atlántico). Los tres juegos de cuencas de ahorro de agua se muestran en la parte superior de las esclusas del canal, año 2017.

El 24 de abril de 2006, el entonces presidente Martín Torrijos Espino, anunció formalmente la propuesta de la ampliación del Canal de Panamá, mediante la construcción de un tercer juego de esclusas y la ampliación del cauce de navegación. Este proyecto se basaba en la construcción de nuevas esclusas, una en el lado Atlántico y otra en el lado Pacífico, para permitir el paso de buques tamaño Post-Panamax, los cuales, dado que superan el tamaño Panamax, actualmente no pueden navegar por la vía interoceánica. El costo aproximado de esta operación, según la Autoridad del Canal de Panamá (ACP) sería de 5 250 millones de dólares.
Recientes adaptaciones al reglamento interno de la ACP y del Ministerio de Ambiente eliminaron barreras burocráticas para culminar el proyecto de construcción del tercer juego de esclusas.

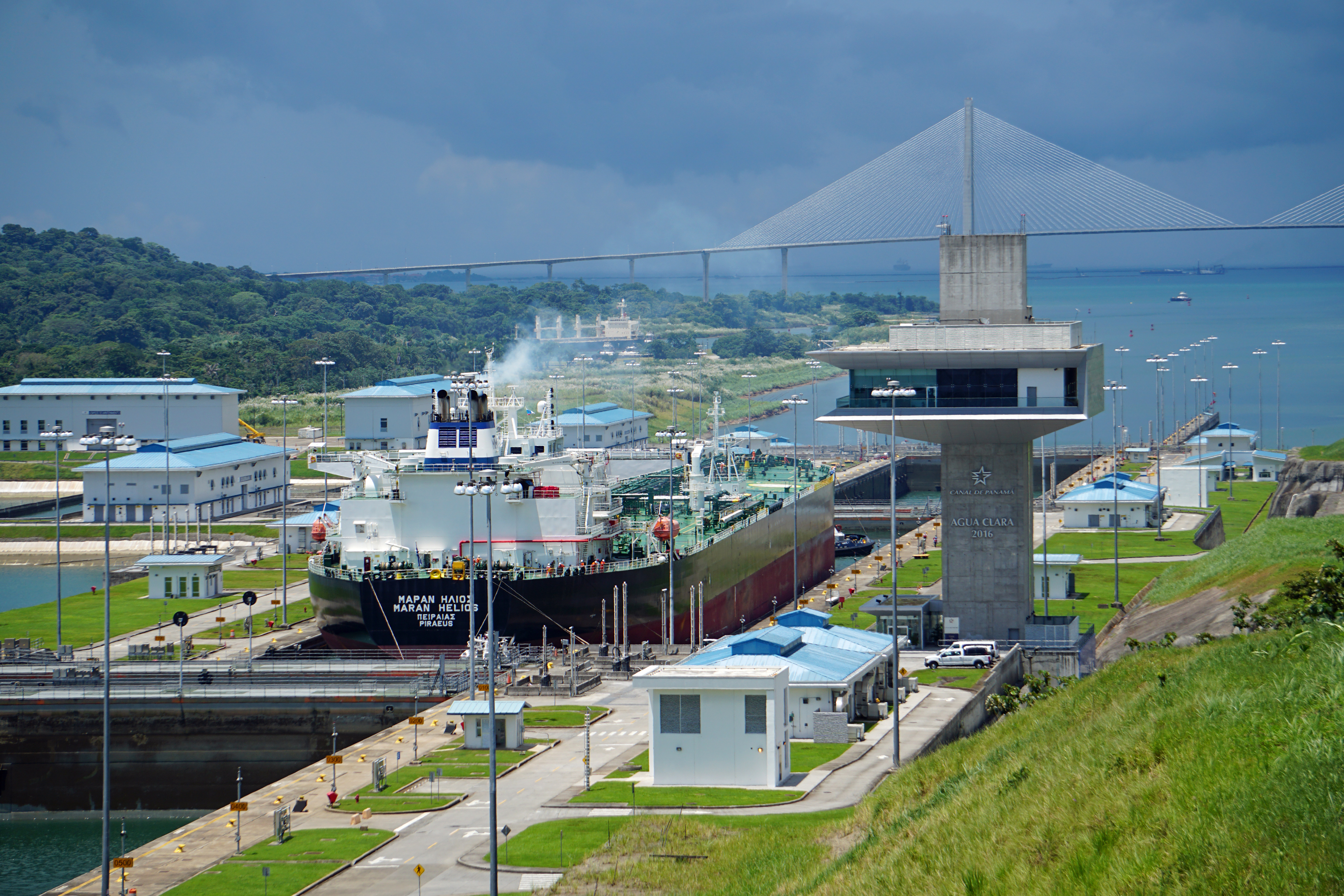
Barco de medidas Neopanamax atravesando las nuevas esclusas de Agua Clara en el lado Atlántico en el año 2019.

La ampliación del canal se decidió mediante un referéndum nacional, el cual fue anunciado el 24 de julio de 2006 por el presidente Martín Torrijos y que se llevó a cabo el 22 de octubre de 2006. Los resultados del referéndum otorgaron un 76,83 % de los votos a favor del proyecto de ampliación y el 21,76 % en contra.
Las obras de ampliación dieron inicio el lunes 3 de septiembre de 2007, con la detonación del cerro Cartagena ubicado en las riberas del canal. Se pretendía inaugurar las nuevas esclusas el 15 de agosto de 2014, fecha en que se conmemoró el primer centenario de la vía interoceánica, aunque una crisis, surgida por el aumento de costes sobre el presupuesto inicial, entre el consorcio constructor Grupo Unidos por el Canal y la Autoridad del Canal de Panamá, retrasó seriamente los trabajos, de modo que el Canal de Panamá Ampliado fue finalmente inaugurado el 26 de junio de 2016.

## Tráfico

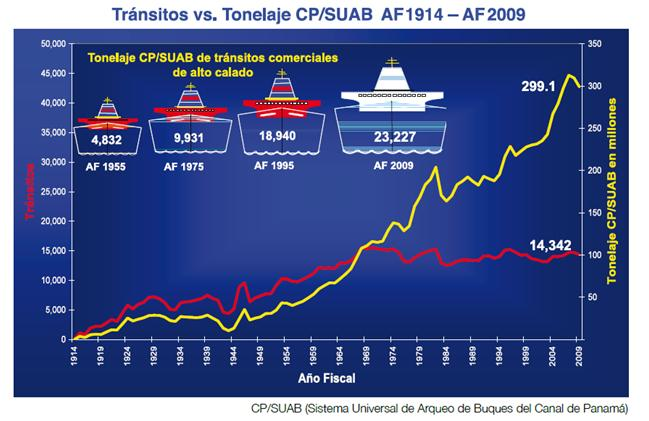
Tráfico por el canal de Panamá entre los años 1914 y 2000.

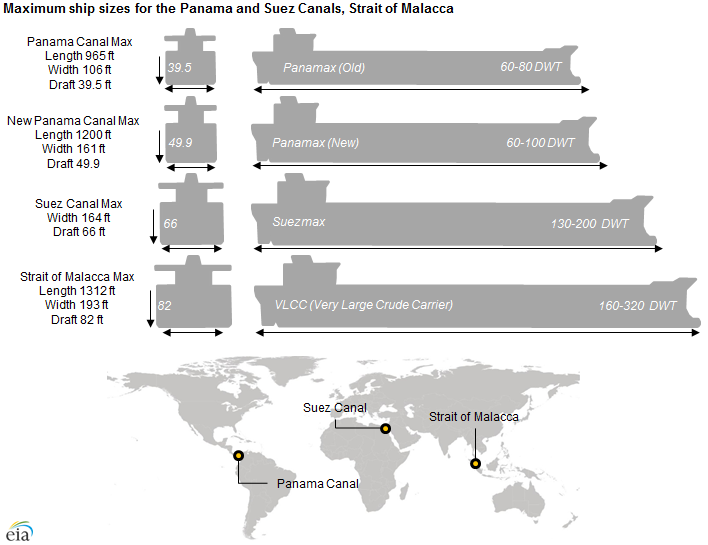
Tamaño máximo de los buques en el canal de Panamá, el canal de Suez y el estrecho de Malaca (en inglés)

La mayor parte del tráfico que surca el canal se desplaza entre la costa atlántica de los Estados Unidos y el Extremo Oriente, mientras que el tráfico entre Europa y la costa oeste de los Estados Unidos y Canadá constituyen la segunda ruta principal del comercio de la vía acuática. Sin embargo, otras regiones y países, como los países vecinos de Centro y Sudamérica, dependen proporcionalmente mucho más de esta vital arteria para promover su adelanto económico e incrementar el comercio.
Los principales productos que transitan por el canal son: granos, carga en contenedores, petróleo y derivados.
Desde su apertura el 15 de agosto de 1914, el canal ha dado un servicio de calidad a más de 700 000 barcos. Aun cuando en años recientes ha habido un aumento en el número y el tamaño de los barcos que transitan, gracias a la ejecución de mejoras diseñadas para responder a la demanda del tráfico, el tiempo promedio de permanencia de un barco en aguas del canal es inferior a las 24 horas.

## Prácticos honorarios

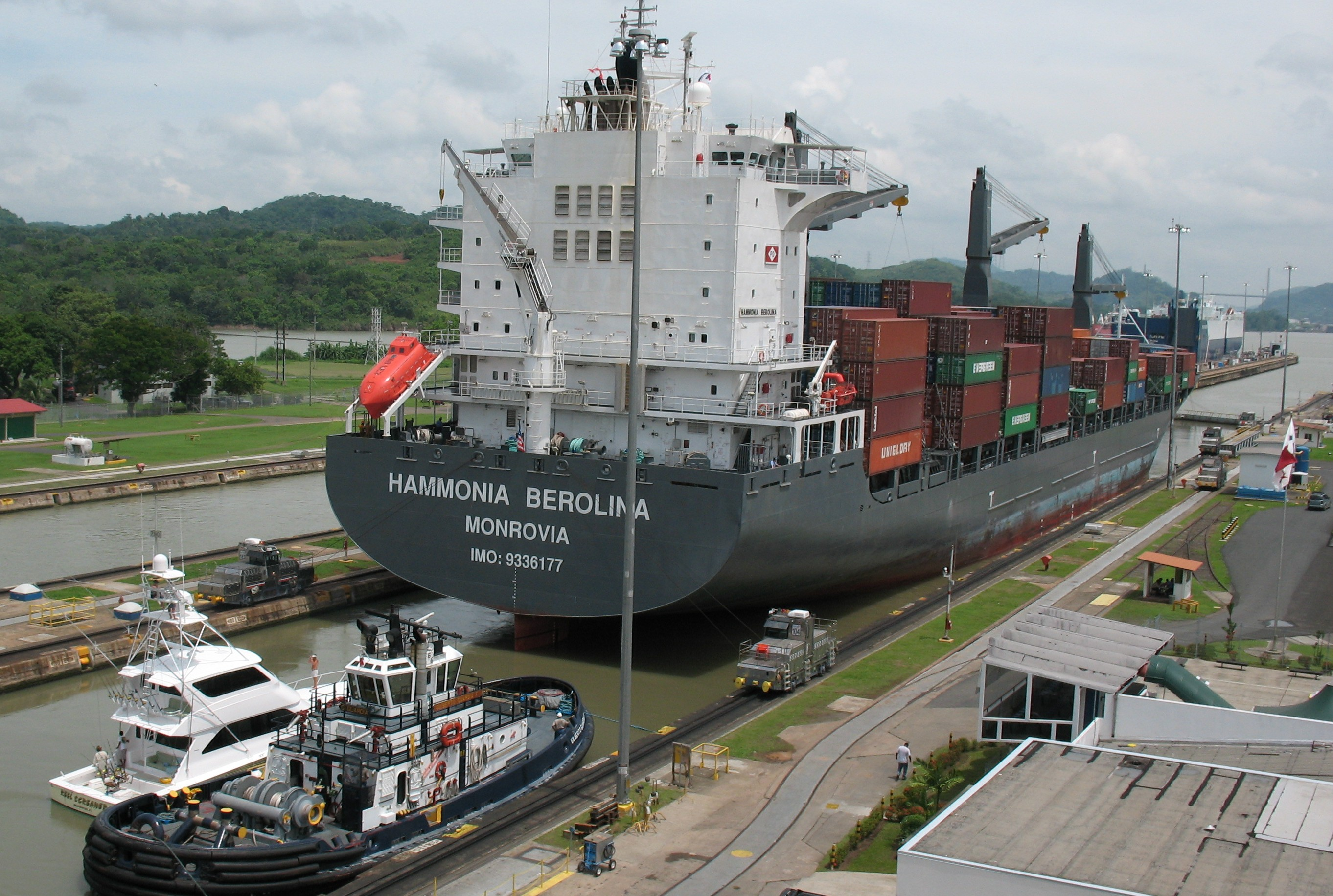
El carguero Hammonia Berolina de bandera liberiana cruzando el canal de Panamá a la altura de las esclusas de Miraflores.

Durante los últimos cien años, la Autoridad del Canal de Panamá ha designado algunos Prácticos Honorarios. El más reciente de estos ha sido el comodoro Ronald Warwick, que en un tiempo fue capitán del RMS Queen Mary 2, que atravesó el canal siendo capitán más de 50 veces. Con anterioridad lo fue el capitán Raffaele Minotauro, Comandante Superior de buques, de la histórica compañía italiana de navegación gubernamental, conocida en el mundo marítimo como la Italian Line.